# چوجنا
چوجنا (به لاتین: Chojna) یک شهر و گمینا در لهستان است که در گمینا خوینا واقع شده‌است. چوجنا ۱۲٫۱۲ کیلومتر مربع مساحت و ۷٬۱۸۷ نفر جمعیت دارد.

## خواهرخوانده
شهرهای شودت، آلتئا، باد کوتزتینگ، بلاجو، باندوران، Granville، هولشتبرو، اوفلیز، میرسن (هلند)، نیدرآنون، پروزا، Sesimbra، شربورن، کارکیلا، اوکسلوسوند، یودنبورگ، کوسگ، سیگولدا، سوشیتسه، دهستان توری، زولن، پرینای، مرسسکلا، سیره (رومانی)، اگراس، سیپراس، شکفیا لکا و تریاونا خواهرخوانده‌های چوجنا هستند.